# Cartes
Cartes es un municipio español situado en la comunidad autónoma de Cantabria. Limita al norte con Reocín, al oeste con Mazcuerras, al sur con Los Corrales de Buelna y al este con Torrelavega.
El municipio de Cartes se sitúa en el eje del río Besaya, justo en la zona de influencia de dos de los focos industriales más importantes de la comunidad: Torrelavega y Los Corrales de Buelna. Debido, principalmente, a este hecho, es uno de los más dinámicos de Cantabria, demográficamente hablando, ya que alberga a una población en crecimiento continuo y que además se caracteriza por su juventud.

## Geografía
El municipio de Cartes se sitúa en el eje del río Besaya, justo en la zona de influencia de dos de los focos industriales más importantes de la comunidad: Torrelavega y Los Corrales de Buelna. El término municipal limita al norte con Reocín, al oeste con Mazcuerras, al sur con Los Corrales de Buelna y al este con Torrelavega.

### Clima
El territorio municipal se ubica en la región climática de la Ibéria Verde de clima Europeo Occidental, clasificada también como clima templado húmedo de verano fresco del tipo Cfb según la clasificación climática de Köppen.
Los principales rasgos del municipio a nivel general son unos inviernos suaves y veranos frescos, sin cambios bruscos estacionales. El aire es húmedo con abundante nubosidad y las precipitaciones son frecuentes en todas las estaciones del año, con escasos valores excepcionales a lo largo del año.
La temperatura media de la región ha aumentado en los últimos cincuenta años 0,6 grados, mientras que las precipitaciones ha experimentado un descenso del diez por ciento. Cada uno de los años de la serie 1981-2010 fueron claramente más secos y cálidos que los de la serie 1951-1980. Y todo indica que las fluctuaciones intra-estacionales del régimen termo-pluviométrico fueron más intensas durante el periodo 1981-2010.

## Historia
Históricamente, la villa de Cartes fue cabeza administrativa del condado de Castañeda perteneciente a los marqueses de Aguilar de Campoo, quienes ostentaban también la titularidad señorial de Cartes.

## Demografía
Cartes cuenta con una población de 5863 habitantes (INE 2024).
| Gráfica de evolución demográfica de Cartes entre 1842 y 2021                                                        |
| |
| Población de derecho según los censos de población del INE Población de hecho según los censos de población del INE |

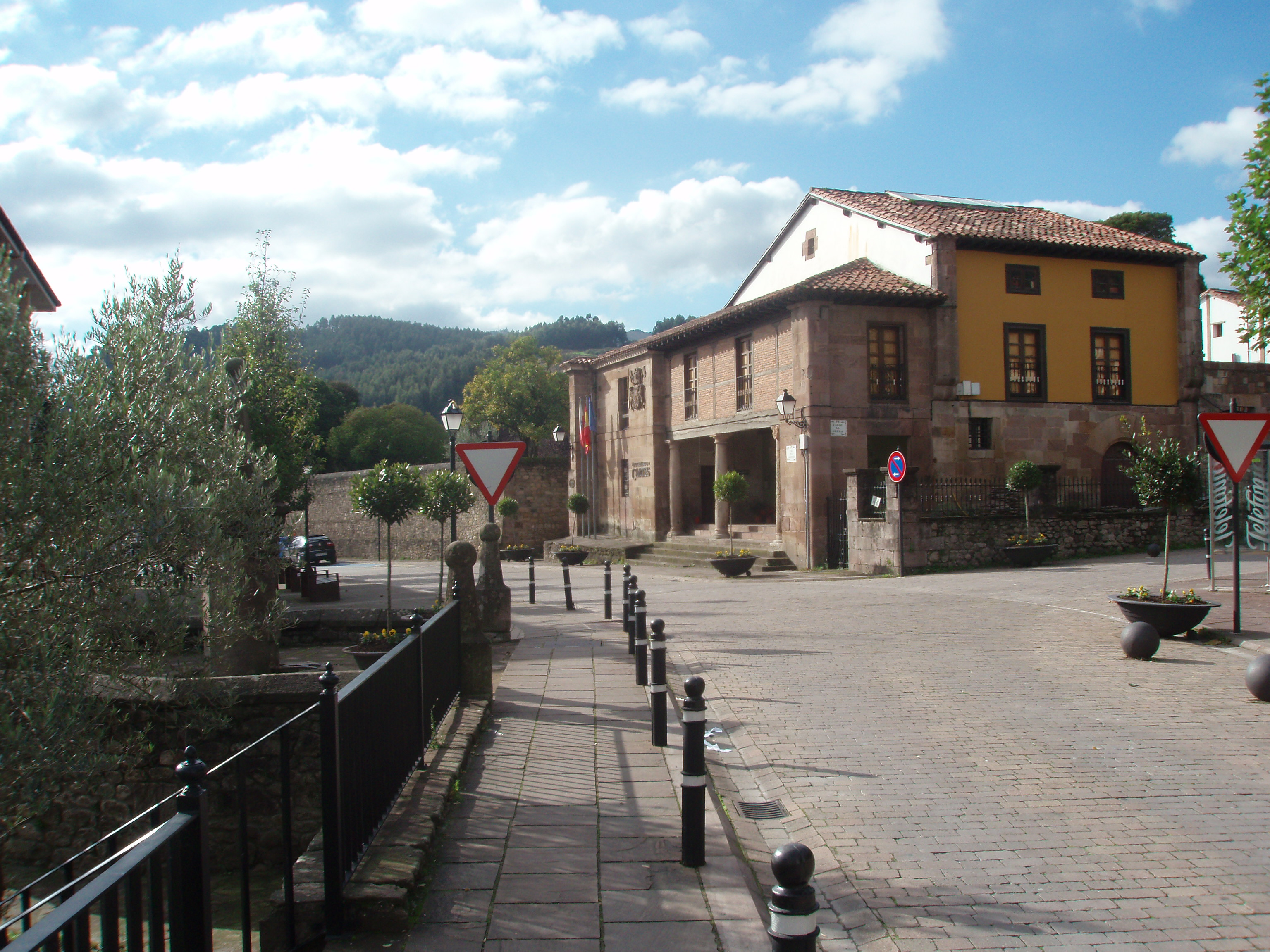
Ayuntamiento de Cartes

La villa de Cartes es la capital del municipio. Está ubicada a 40 metros sobre el nivel del mar en la margen izquierda del río Besaya, y próxima al puente de piedra por el que el Camino Real atravesaba el río. Es un puente del siglo XVIII, con cuatro ojos de medio punto, con contrafuertes. En el año 2004 contaba con una población de 3752 habitantes (INE). De los molinos que tradicionalmente había en este punto del río, se conserva el de La Aceña, si bien con numerosas transformaciones. El caserío fue creciendo a lo largo del Camino Real, adosándose unas casas a otras en forma de hilera. A través de Camino Real se producía el comercio desde Castilla hacia el puerto de Santander. El Camino Real fue reformado en 1789 por el director del Camino Real Hilario Alonso de Jorganes. Pérez Galdós ambientó en esta villa su novela Marianela (1878). La villa de Cartes fue declarada bien de interés cultural, en la modalidad de Conjunto Histórico, el 29 de marzo de 1985, por conservar el casco urbano toda una serie de edificaciones de los siglos XV, XVII y XVIII que, a pesar de pertenecer a diferentes épocas, conservan un estilo homogéneo con sus fachadas de mampostería. Destacan los torreones góticos, de planta rectangular, atravesados por la parte inferior por dos grandes arcos ojivales; datan del siglo XV.

## Administración y política

### Gobierno municipal
| Periodo   | Nombre                   | Partido | Partido                                  |
| --------- | ------------------------ | ------- | ---------------------------------------- |
| 2003-2011 | Saturnino Castanedo Saiz |         | Partido Socialista Obrero Español (PSOE) |
| 2011-2015 | Bernardo Berrio          |         | Partido Popular (PP)                     |
| 2015-act. | Agustín Molleda          |         | Partido Socialista Obrero Español (PSOE) |

Agustín Molleda (PSOE) es el actual alcalde del municipio, tras ganar las elecciones municipales de 2019. 
| Partido político                         | 2023  | 2023  | 2023       | 2019  | 2019  | 2019       | 2015  | 2015  | 2015       | 2011  | 2011  | 2011       | 2007  | 2007  | 2007       | 2003  | 2003  | 2003       |
| Partido político                         | Votos | %     | Concejales | Votos | %     | Concejales | Votos | %     | Concejales | Votos | %     | Concejales | Votos | %     | Concejales | Votos | %     | Concejales |
| Partido Socialista Obrero Español (PSOE) | 2359  | 73,78 | 10         | 2256  | 69,45 | 11         | 1054  | 34,14 | 5          | 773   | 25,02 | 3          | 1119  | 40,59 | 5          | 1003  | 41,39 | 5          |
| Partido Popular (PP)                     | 463   | 14,48 | 2          | 359   | 11,05 | 1          | 649   | 21,02 | 3          | 785   | 25,41 | 4          | 612   | 22,20 | 2          | 622   | 25,67 | 3          |
| Partido Regionalista de Cantabria (PRC)  | 307   | 9,60  | 1          | 402   | 12,37 | 1          | 510   | 16,52 | 2          | 648   | 20,98 | 3          | 725   | 26,30 | 3          | 449   | 18,53 | 2          |
| Izquierda Unida (IU)                     | —     | —     | —          | —     | —     | —          | —     | —     | —          | 387   | 12,53 | 2          | 241   | 8,74  | 1          | —     | —     | —          |
| La Unión (LU)                            | —     | —     | —          | —     | —     | —          | 240   | 7,77  | 1          | 354   | 11,46 | 1          | —     | —     | —          | —     | —     | —          |
| Cartes Puede                             | —     | —     | —          | —     | —     | —          | 384   | 12,44 | 2          | —     | —     | —          | —     | —     | —          | —     | —     | —          |
| Unidad Cántabra (UCn)                    | —     | —     | —          | —     | —     | —          | —     | —     | —          | —     | —     | —          | —     | —     | —          | 185   | 7,64  | 1          |

### Organización territorial
Sus habitantes (2017) se distribuyen en:
- La Barquera, 24 hab.
- Bedicó, 48 hab.
- Cartes (capital), 1 299 hab.
- Corral, 74 hab.
- Mercadal, 56 hab.
- Mijarojos, 271 hab.
- Riocorvo, 160 hab.
- San Miguel, 99 hab.
- Santiago de Cartes, 3 442 hab.
- Sierra Elsa, 69 hab.
- Yermo, 66 hab.

## Economía
El municipio basa su riqueza en el sector servicios, seguido muy de cerca por la industria creada por los municipios cercanos, donde se emplea una buena parte de los vecinos. La influencia del municipio de Torrelavega y su consecuente desarrollo industrial ha sido también clave para Cartes. Además, el impulso que la autovía de la Meseta está ejerciendo en la zona se está dejando notar, no solo en las comunicaciones sino también en la economía.

## Cultura

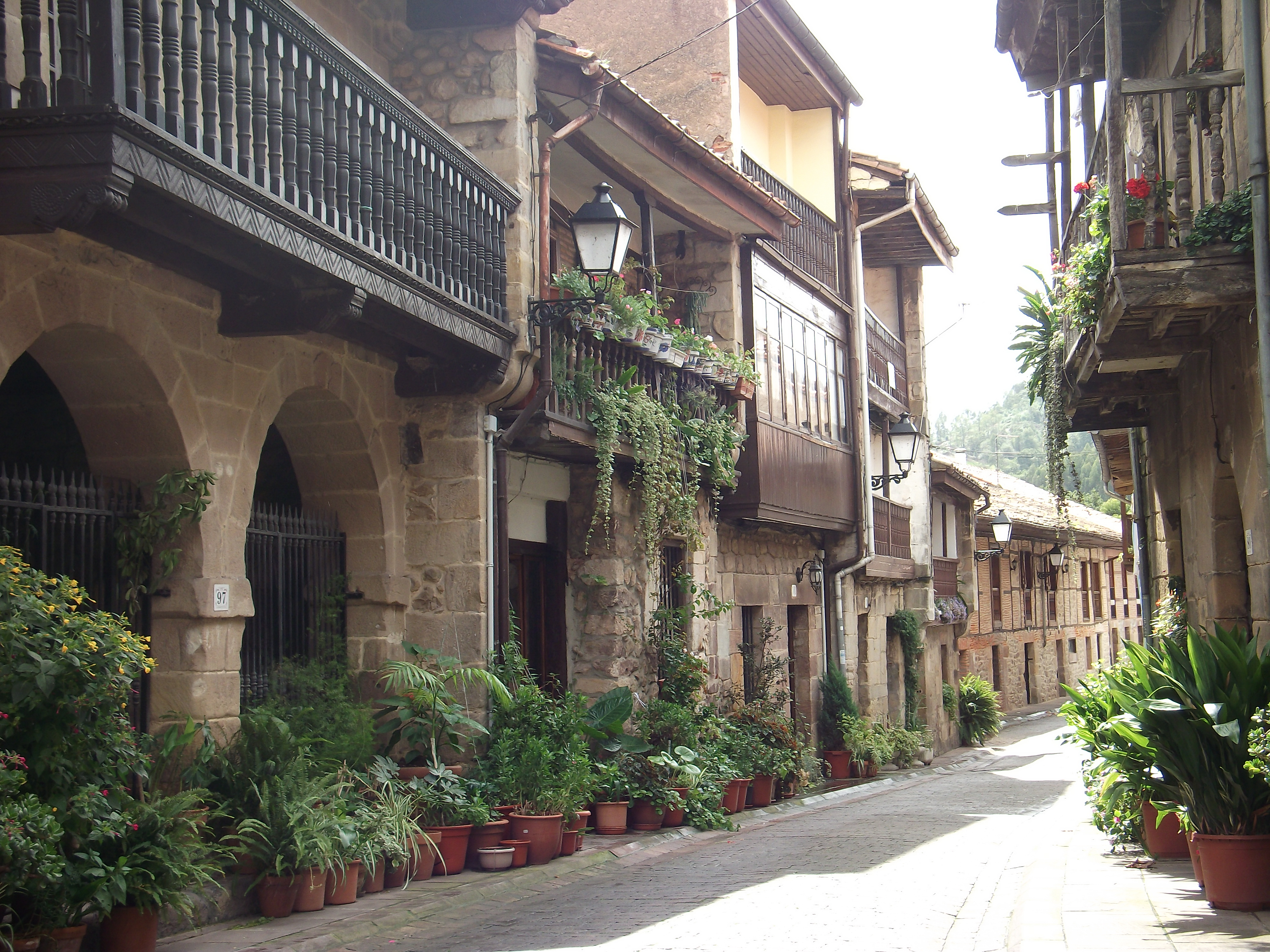
Calle principal, declarada en el registro de Bienes de Interés Cultural del patrimonio español con el código RI-53-0000332

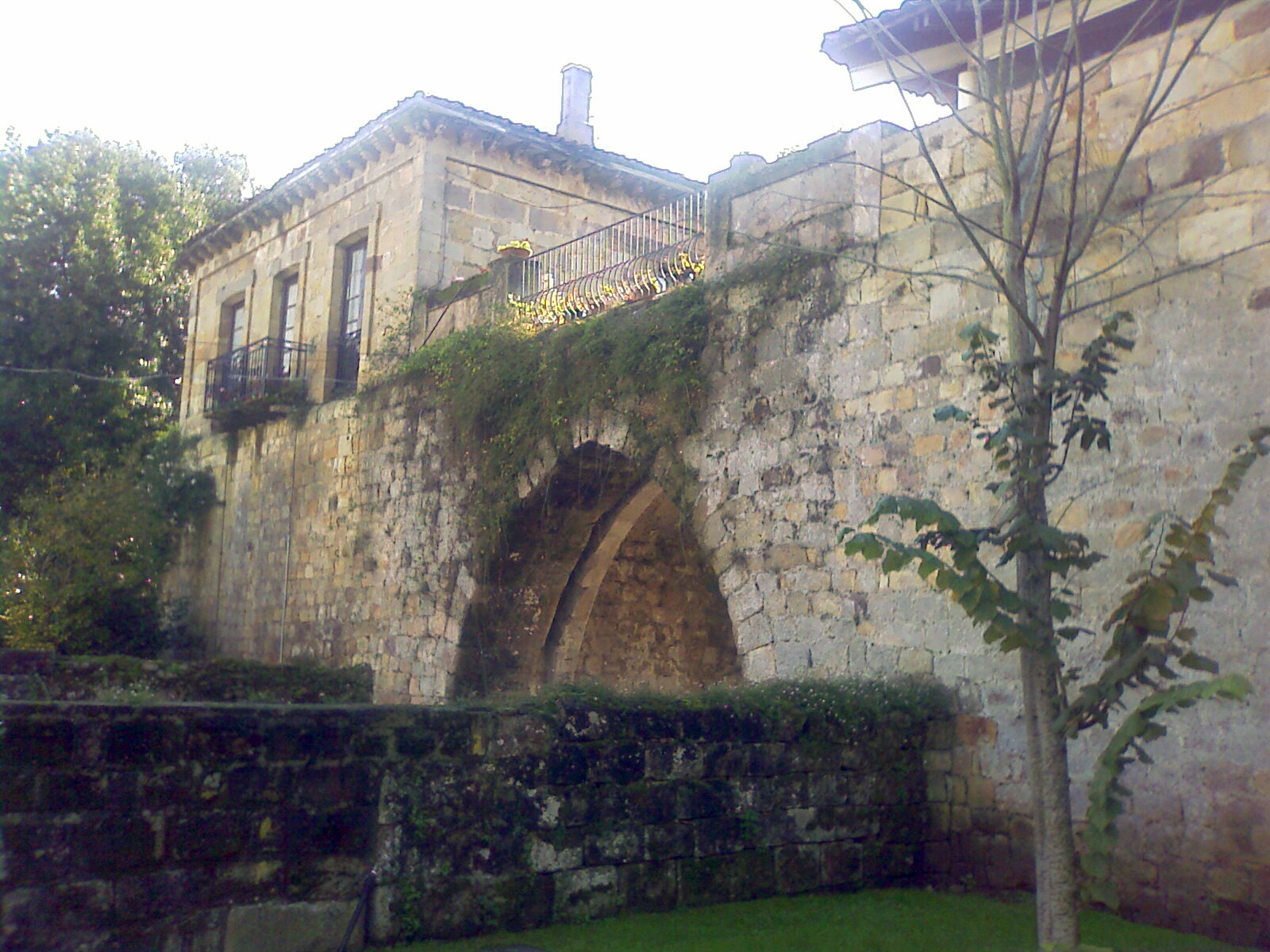
Torreón de Cartes

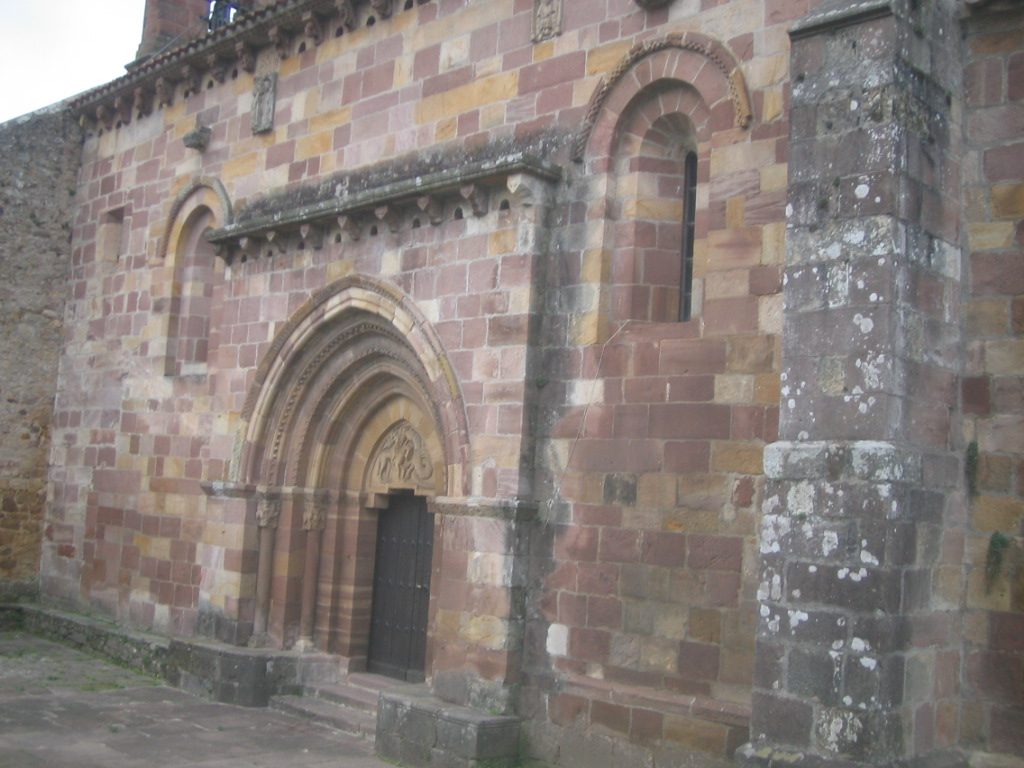
Iglesia de Santa María de Yermo

### Patrimonio
Tres son los bienes de interés cultural de este municipio:
- Iglesia de Santa María, en Yermo, monumento, una de las iglesias románicas de mayor calidad de la cuenca del Besaya, protegida desde el 4 de julio de 1930. En esta iglesia se pueden observar bajo el alero de su fachada principal diferentes figuras eróticas realizadas en piedra por los artesanos que trabajaron en su construcción.
- Riocorvo, conjunto histórico desde 1981.
- La villa de Cartes, conjunto histórico desde 1985. Destaca el llamado Torreón de Cartes, que es una casona fortificada atravesada por la calle principal.

Además, varios ingenios hidráulicos, en concreto ocho molinos fueron incluidos en el año 2003 en el Inventario General del Patrimonio Cultural de Cantabria: 
- Molino de La Fuente, barrio del Ribero de Santiago de Cartes
- Molino de Borio, barrio de La Venta de Santiago de Cartes
- Molino de La Aceña, Cartes
- Molinos de Riocorvo
- Molino de Belmonte, Yermo
- Molino de Parayas, Yermo
- Molino de Las Bárcenas, Cohicillos
- Molino del Salto (Harinera La Emiliana), Riocorvo

### Festividades
- 5 de enero, Cabalgata de Reyes (Mercadal).
- En el mes de mayo, La Ascensión (Cartes).
- 25 de julio, Santiago (Santiago de Cartes).
- 27 de julio, San Pantaleón en Corral de Cohicillos (Cartes).
- 10 de agosto, San Lorenzo, esta fiesta se celebra en Mercadal y Sierra Elsa.
- 16 de agosto, San Roque, fue declarada Fiesta de interés local y se celebra en Cartes.
- 7 de septiembre, Santa María (Yermo).
- 15 de septiembre, subida en Albarcas a la pradera de San Cipriano (Cohicillos), con salida en los torreones medievales de la Villa de Cartes.
- 16 de septiembre, romería de San Cipriano. Declarada Fiesta de Interés Turístico Regional y realizada en la festividad homónima. Desde la Iglesia de La Inmaculada (Cohicillos) sale el santo en procesión hacia la pradera donde se hace después la romería. Es esta una típica romería montañesa donde permanecen imborrables las tradiciones festivas de la comarca.
- En otoño se celebra la fiesta de la Magosta. Es tradicional en las localidades de Mijarojos y en Mercadal. En ella se da la bienvenida al otoño con el tradicional asado de castañas.
- 8 de diciembre, se celebra La Inmaculada en San Miguel de Cohicillos.